# Aquadia
Aquadia è un album del violinista e compositore italiano Lino Cannavacciuolo, pubblicato nel 1999 dalla Harmony Music.

## Tracce
1. Masada – 6:46
2. Liri Falls – 6:46
3. Sång Till Anita – 4:28
4. Aquadia – 6:38
5. Perla Nera – 6:22
6. Nia Nà – 5:46
7. Tu Nunn 'O 'Ssaje – 6:36
8. Sulfur – 2:54
9. Falankos – 7:43

Durata totale: 53:59